# Terror by Night
Terror by Night je igrani detektivski film iz leta 1946. Stvaritev filma je navdihnil sir Arthur Conan Doyle z zgodbama The Disappearance of Lady Frances Carfax in The Adventure of the Blue Carbuncle, na katerih je film tudi ohlapno osnovan. Film je režiral Roy William Neill. Glavni vlogi sta odigrala Basil Rathbone kot Sherlock Holmes in Nigel Bruce kot dr. Watson. Gre za predzadnji, 13. film iz Rathbonove in Brucove filmske serije. Dogajanje v filmu je osredotočeno na krajo slavnega diamanta na vlaku, namenjenem v Edinburgh.

## Vsebina
Mlada ženska po imenu Vivian Vedder (Renee Godfrey) v Londonu obišče tesarja in pri njem prevzame krsto, narejeno po meri za njeno pred kratkim pokojno mater, ki jo bo v krsti z vlakom prepeljala na Škotsko. Na vlak se vkrca še tisti večer, kot tudi lady Margaret Carstairs (Mary Forbes), lastnica slavnega diamanta Zvezda Rodezije, in sin lady Margaret, Roland Carstairs (Geoffrey Steele). V istem vagonu vlaka se znajdejo še inšpektor Lestrade (Dennis Hoey), Holmes in Watson. Holmesa je najela lady Margaret, da varuje diamant, ki so ga skušali neznanci ukrasti že med njenim obiskom v Londonu. Watson sreča na vlaku prijatelja, majorja Duncan-Bleeka (Alan Mowbray). Holmes že takoj po prihodu na vlak obišče kupe lady Margaret in jo prosi, da mu pokaže diamant. Ona mu v tem ustreže.
Kmalu zatem v kupeju mrtvega najdejo Rolanda, ki so ga ubili, medtem ko so vsi večerjali v jedilnici. Holmes, Watson in Lestrade ugotovijo tudi, da je Rolandov morilec ukradel diamant. Lestrade in Holmes med zasliševanjem potnikov ne odkrijeta nič novega in Watson se odloči, da bo šel zasliševat potnike kar na lastno pest. Z zasliševanjem začne v kupeju profesorja matematike Kilbana in se z njim zaplete v manjši prepir. Kilbane nato Watsonu ukaže, da naj odide iz kupeja, ker ga nima pravice zasliševati, saj ni policist. Nato si Watson izbere naslednji kupe in v njem odkrije zakonca Shallcross, ki mu priznata, da je mož Alfred (Gerald Hamer) nekaj ukradel in da je tisto nekaj v njunem kovčku. Watson v začetnem navdušenju odide do Holmesa in Lestrada in jima pove, da je odkril tatu. Ko se vsi na vrat na nos vrnejo v kupe zakoncev Shallcross, ugotovijo, da tisto nekaj ni bil diamant, pač pa hotelski čajnik, ki ga je Alfred ukradel tik pred prihodom na železniško postajo.
Holmes nato posumi profesorja Kilbana in mu sledi, ko ta odide na stranišče. Pri stranišču Holmes najde odprta vagonska vrata in s hrbta ga napade neznanec, ki ga porine iz vagona. Holmes se srečno oprime ročke in nato spretno spleza nazaj na vlak, tako da razbije okno vagonskih vrat in vrata odpre od znotraj. Po vrnitvi gre Holmes v oddelek za prtljago in po krajši analizi krste matere Vivian Vedder ugotovi, da je bila krsta tako visoka, da se je v spodnjem skrivnem predelu skrival nek človek, ki se je s pomočjo krste vtihotapil na vlak. Na tem mestu izda Holmes Watsonu informacijo, da meni, da je eden od ljudi na vlaku razvpiti tat draguljev, polkovnik Sebastian Moran. Holmes še pove, da je Moran znan po tem, da med tatvinami rešuje matematiko, saj se tem sprošča. Skoraj takoj zatem oba opazita, da tudi sprevodnik v oddelku za prtljago rešuje matematiko, a ga pustita ob strani in zapustita oddelek za prtljago.
Po nadaljnjem zasliševanju gospodična Vedder prizna, da jo je nek moški podkupil, da prinese krsto na vlak in da nima sama s krsto na Škotskem nič za početi. Ko se Holmesu, Lestradu in gdč. Vedder pridružita še Watson in Duncan-Bleek, Holmes razkrije, da Rolandov morilec ni ukradel diamanta, ampak samo ponaredek. V isti sapi Holmes iz žepa potegne pravi diamant in ga izroči v varstvo Lestradu.
Holmes in Watson v oddelku za prtljago odkrijeta truplo prav tistega sumljivega sprevodnika, ki so ga ubili z zastrupljeno puščico, enako kot Rolanda. Medtem na prizorišče stopi ulični kriminalec Sands (Skelton Knaggs), ki onesposobi še sprevodnika, ki je patruljiral po hodniku vagona. Sands odide v vagon Duncan-Bleeka in razkrije se, da sta bila Sands in Duncan-Bleek pajdaša in da je Duncan-Bleek v resnici polkovnik Moran. Sands na plano privleče ponaredek diamanta, ki ga je ukradel iz kupeja lady Margaret. Moran je prej videl, da je imel Holmes pravi diamant in da ga je izročil Lestradu, tako da Sandsa napoti v Lestradov kupe, da bi si tam končno prisvojil pravi diamant. V Lestradovem kupeju Sands onesposobi Lestrada in mu odvzame diamant. Nato ga preseneti spletkar Moran, ki ga ustreli v glavo, česar Sands sploh ni pričakoval. Moran Sandsa usmrti z isto pištolo na smrtonosne puščice, kot jo je že uporabil pri Rolandu in sprevodniku.
Vlak se nato nenadoma ustavi na neki postaji, kjer pobere nekaj škotskih policistov na čelu z inšpektorjem McDonaldom (Boyd Davis). Holmes McDonalda obvesti o svojih dosedanjih zaključkih in McDonald pošlje policista po Duncan-Bleeka oziroma Morana. Moran prispe v jedilnico, napolnjeno s policisti, in McDonald ga aretira ter pri telesnem pregledu v nekem žepu najde diamant. Moran pa zatem preseneti vse in nekemu stražniku potegne pištolo iz rok, s čimer nenadoma vzpostavi nadzor. Sredi te napete situacije Moran potegne stikalo za zasilno ustavitev vlaka. Ob ugasnjenih lučeh se razplamti borba, v kateri Holmesu uspe Moranu na roke natakniti lisice in ga neopazno skriti pod mizo. Ko so luči spet prižgane, izgleda, kot da je Holmes ujel Morana. Vendar ne gre za Morana, temveč za Lestrada, kar pa se ne vidi, saj ima Lestrade čez glavo potegnjen plašč. Lestrada, zamaskiranega v Morana, Holmes prepusti McDonaldu in skupini preostalih stražnikov. Ko ti odidejo, Holmes izpod mize potegne pravega Morana in Watsonu razkrije, da je McDonald slepar in Moranov pomočnik, zato je prepustil Lestradu, da ga aretira skupaj s skupino sleparskih stražnikov. Holmes na plano privleče diamant, ki ga je očitno v borbi izmaknil iz McDonaldovega žepa.

## Igralska zasedba
- Basil Rathbone - Sherlock Holmes
- Nigel Bruce - dr. John H. Watson
- Alan Mowbray - major Duncan Bleek (polkovnik Sebastian Moran)
- Dennis Hoey - inšpektor Lestrade
- Renee Godfrey - Vivian Vedder
- Frederick Worlock - profesor Kilbane
- Mary Forbes - lady Margaret Carstairs
- Skelton Knaggs - Sands
- Billy Bevan - sprevodnik (pregledovalec voznih kart)
- Geoffrey Steele - častiti Roland Carstairs

## Zanimivosti
- Lik Sebastiana Morana je lik iz opusa Arthurja Conana Doyla, ki se je prvič pojavil v zgodbi Prazna hiša. V film so ustvarjalci vključili tudi drobce iz Doylovega romana Znamenje štirih.
- Začetek filma je izrazito komičen, saj Watson v kupe privleče inšpektorja Lestrada, da bi ta aretiral zakonca, ki sta v nekem hotelu ukradla čajnik. Za komični vložek poskrbi tudi matematični profesor Kilbane, ki je precej nesramen do Watsona.
- Film se od ostalih filmov iz Rathbonove in Brucove filmske serije razlikuje v tem, da ne vključuje nobenih prebudnih govorov, nacističnih zločincev ali ostalih propagandnih vložkov na temo druge svetovne vojne. To je zato, ker so film izdali leta 1946 in filmski studio ni več videl smisla v omenjanju vojne, ki se je končala leto poprej.
- Septembra 1904 je Doylov prijatelj Bertram Fletcher Robinson v reviji The Lady's Home Magazine objavil zgodbo Mr. Taubery's Diamond. [1] V tej zgodbi se prav tako pojavi motiv zamenjave diamanta za ponaredek, še ena podobnost pa je lik po imenu častiti Carstairs.